# Batalhão de Polícia Ambiental da Polícia Militar do Estado do Paraná
O Batalhão de Polícia Ambiental - Força Verde é uma Organização Policial Militar (OPM) da Polícia Militar do Paraná (PMPR), especializada em policiamento ambiental; tendo sido a segunda unidade policial militar especializada nesse tipo de policiamento a ser criada no Brasil.

## História
A criação de uma Guarda Florestal, na Secretaria Estadual de Agricultura (SEAG), estava prevista na Lei n° 2.509, de 23 de novembro de 1955, quando a Divisão Florestal foi anexada ao Departamento de Produção Vegetal. A efetivação dessa Guarda nunca ocorreu, pois pressupunha a criação de uma estrutura autônoma de fiscalização. A competência pelo policiamento florestal foi então repassada para a Polícia Militar, com vinculação à SEAG.
A Lei n° 3.076, de 4 de abril de 1957, previu seu efetivo, inicialmente como uma companhia, mas foi somente a partir de 18 de setembro de 1962 que a Polícia Florestal passou verdadeiramente a existir; após a especialização de um grupo de oficiais, e a conclusão de um curso especial para os praças. Os primeiros destacamentos foram nos Parques Estaduais de Vila Velha, Campinhos, e Monge da Lapa.
Em 1967 a corporação passou a denominar-se Corpo de Polícia Florestal. E em 24 de agosto de 1970, por um acordo com o Governo Federal, a Polícia Florestal assumiu a responsabilidade pelo Parque Nacional do Iguaçu, na cidade de Foz do Iguaçu. Assumindo também nesse mesmo ano a Floresta Nacional de Irati, na cidade de Irati.
Em 1974 passou a designar-se Batalhão de Polícia Florestal.
Recentemente, em 2005, recebeu a atual denominação de Batalhão de Polícia Ambiental.
Pela Portaria do Comando Geral nº 121, de 01 de Fevereiro de 2013, passou a designar-se Batalhão de Polícia Ambiental - Força Verde.

## Desdobramento Operacional

### 1ª Companhia de Polícia Militar Ambiental

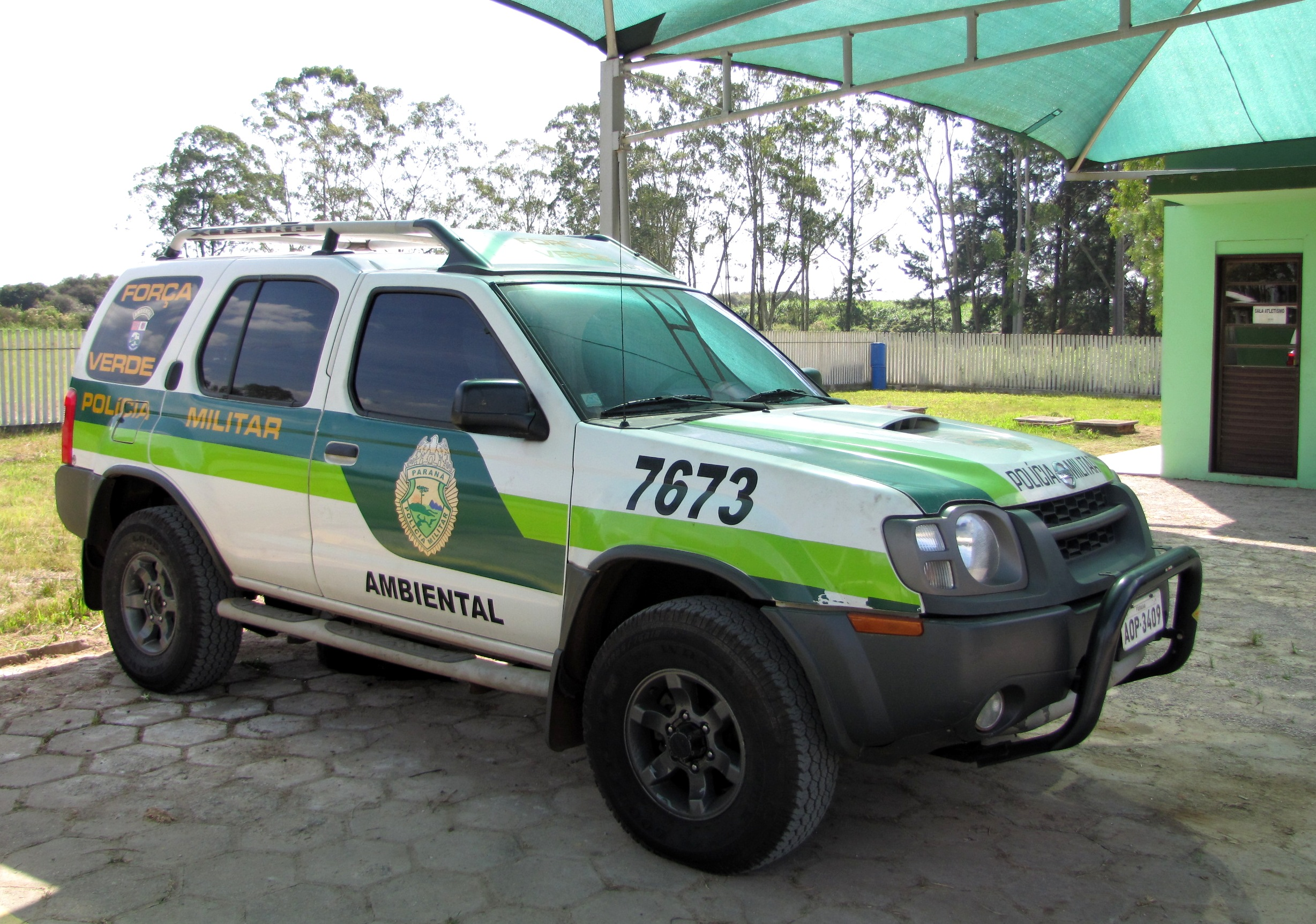
Viatura do Batalhão de Polícia Militar Ambiental.

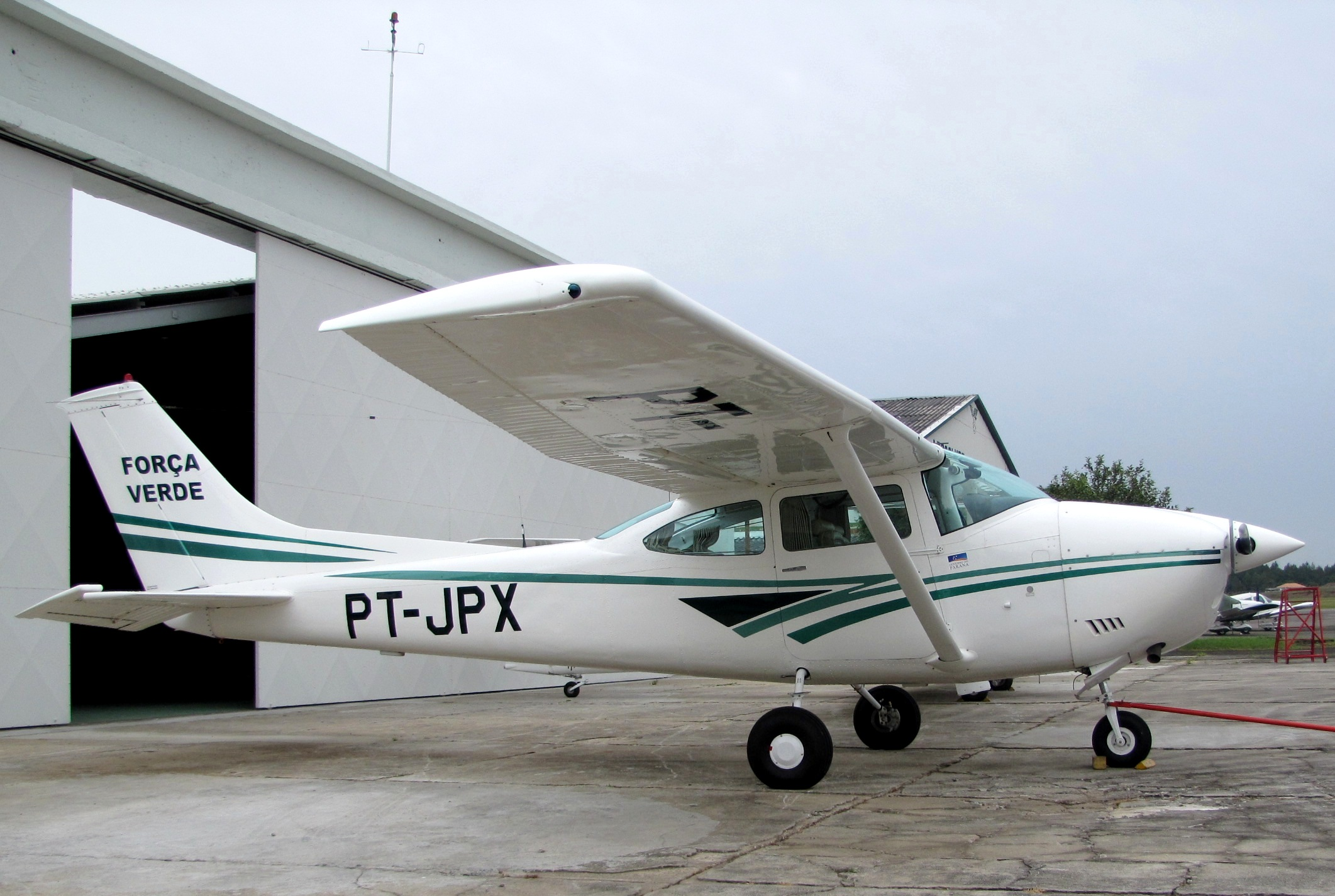
Aeronave de patrulha da Força Verde - Curitiba.

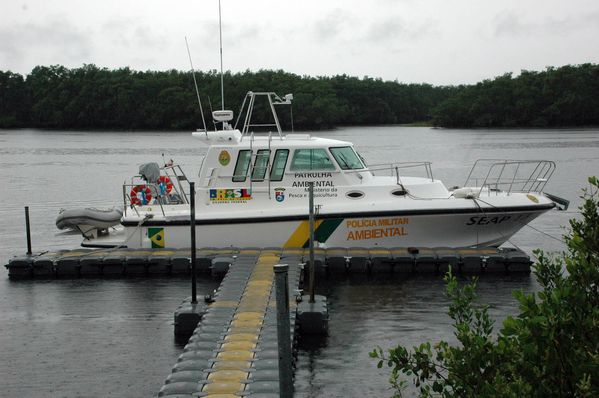
Embarcação de patrulha do BPMAmb - Paranaguá.

Sede: Paranaguá.
1° Pelotão: Paranaguá (abrangendo Pontal do Paraná e Matinhos)
Postos Ambientais: Nova Brasília e Encantadas, ambos na Ilha do Mel.
2° Pelotão: Guaratuba .
3° Pelotão: Morretes (abrangendo Antonina).
Postos Ambientais: Porto de Cima, Guaraqueçaba e Cacatu.
4° Pelotão: Tunas do Paraná.
Postos Ambientais: Tunas do Paraná e Represa do Vossoroca.

### 2ª Companhia de Polícia Militar Ambiental
Sede: Londrina.
1° Pelotão: Londrina.
Destacamento: Arapongas.
2° Pelotão: Jacarezinho.
Destacamento: São Sebastião da Amoreira.
3° Pelotão: Apucarana.
4° Pelotão: Jacarezinho.
Destacamento: Carlópolis.

### 3ª Companhia de Polícia Militar Ambiental
Sede: Maringá.
1° Pelotão: Maringá.
2° Pelotão: Umuarama.
Destacamento: Icaraíma - Rio Paraná.
3° Pelotão: Campo Mourão.
4° Pelotão: Cianorte.

### 4ª Companhia de Polícia Militar Ambiental
Sede:  Guarapuava.
1° Pelotão: Guarapuava.
Destacamento: Usina Salto Segredo.
2° Pelotão: Ponta Grossa.
Destacamento: Parque Estadual de Vila Velha.
3° Pelotão: Telêmaco Borba.
4° Pelotão: Lapa.

### 5ª Companhia de Polícia Militar Ambiental
Sede: Foz do Iguaçu.
1° Pelotão: Usina Hidrelétrica de Itaipu.
2° Pelotão: Usina Hidrelétrica de Salto Caxias.
Posto Ambiental: Cascavel.
3° Pelotão: Francisco Beltrão.
4° Pelotão: Toledo.
Posto Ambiental: Santa Helena.

## Missão

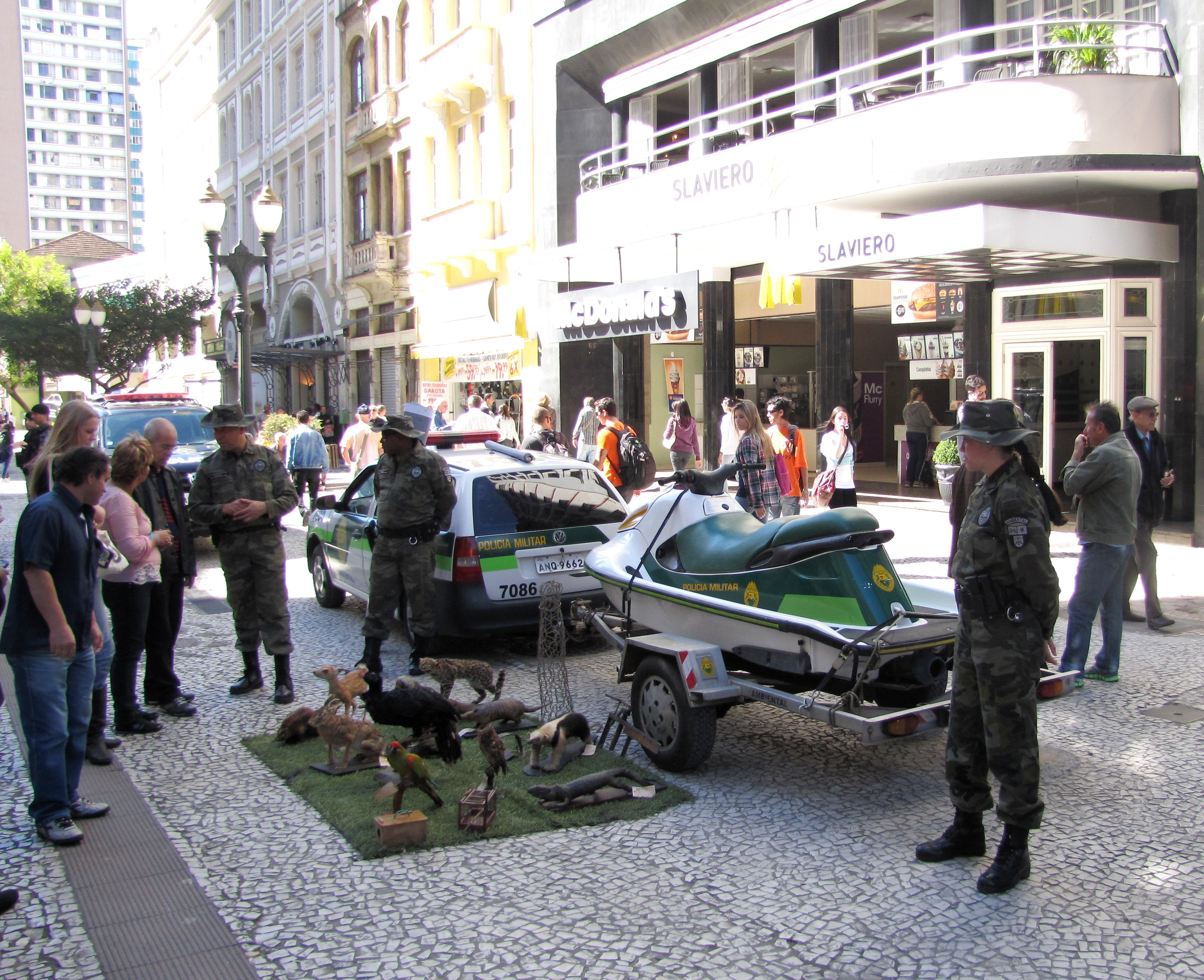
Apresentação de policiamento ambiental na Rua das Flores, Curitiba.

- A missão primordial da Polícia Militar Ambiental é zelar pelo cumprimento da legislação ambiental de defesa da flora e fauna silvestres em todo o Estado do Paraná; atuando preventivamente no sentido de orientar e dissuadir as transgressões.
- Desenvolver programas de educação ambiental junto à comunidade; realizando palestras em estabelecimentos de ensino, e exposições técnicas a entidades públicas e privadas com participação popular;
- Realizar a prisão de infratores no cometimento de crimes ambientais; os encaminhando para a lavratura do flagrante e inquérito policial;
- Suas atividades são exercidas em estreita harmonia e cooperação com órgãos de proteção ambiental, tais como: o Instituto Brasileiro do Meio Ambiente e dos Recursos Naturais Renováveis (IBAMA), Secretaria de Estado do Meio Ambiente e Recursos Hídricos (SEMA), Instituto Ambiental do Paraná (IAP), Secretaria Municipal do Meio Ambiente (SMMA), dentre outros.

### Atuação

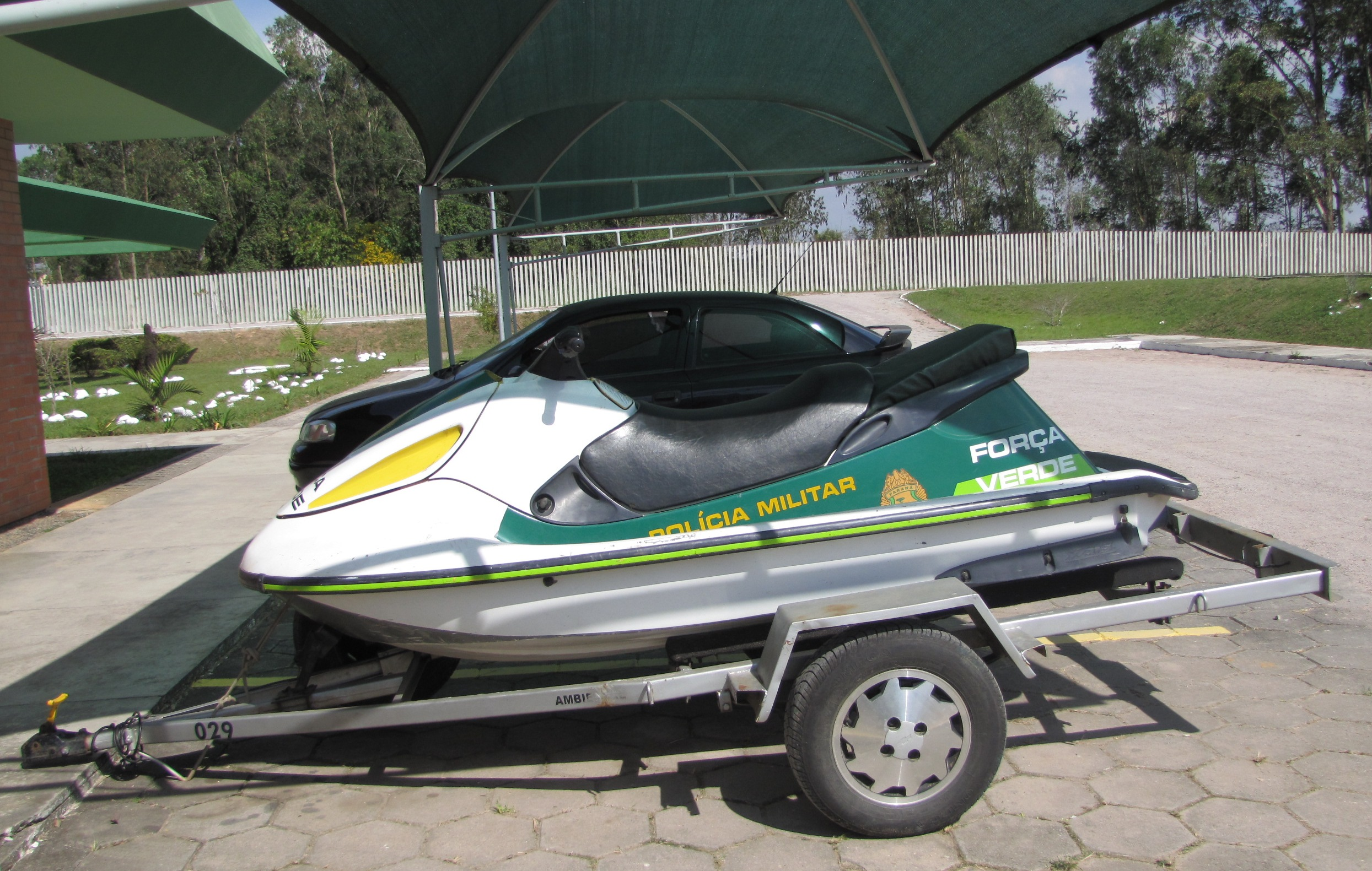
Moto aquática de policiamento ambiental.

- Educação Ambiental

Palestras, caminhadas ecológicas, exposições, e outros.
- Fiscalização

Mineração: emissão de poluentes, poluição, transporte de cargas perigosas, etc..
Fauna: caça, pesca, transporte, maus tratos, cativeiro, tráfico, etc..
Flora: desmatamento, transporte, comércio ilegal, etc..

### Modalidades de policiamentos
- Policiamento ostensivo a pé;
- Policiamento motorizado;
- Policiamento montado;
- Policiamento de trânsito;
- Policiamento com embarcações;
- Policiamento com aeronaves.
- Ronda Ostensiva Tático Móvel da  Polícia Militar Ambiental (ROTAM) - tipo especial de policiamento que atua em ocorrências que necessitam de técnicas e pessoal especializado.

## Programas sociais

### Força Verde Mirim

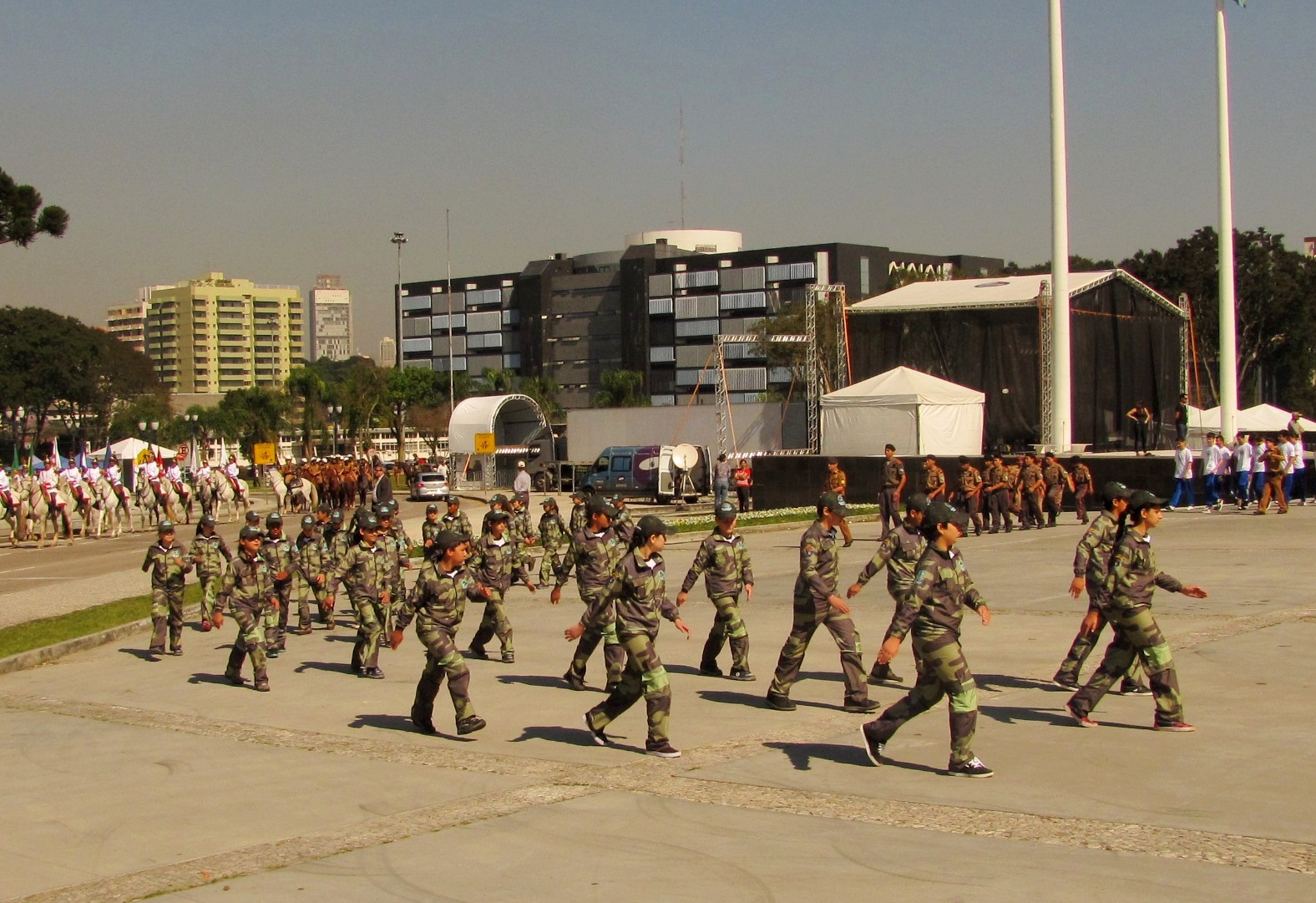
Desfile de Guardiões da Natureza.

O Projeto Força Verde Mirim é um trabalho da PMPR, com o apoio dos demais órgãos públicos, junto à comunidade. Ele é um curso complementar às atividades escolares, ministrado durante todo o ano letivo, a crianças na faixa etária de 12 a 14 anos. Esse curso visa auxiliar na formação do caráter, da personalidade e da consciência ecológica do jovem; bem como instruir sobre a missão e objetivos do policiamento ambiental.

### Guardiões da Natureza
O Projeto Guardiões da Natureza procura conscientizar as crianças sobre a preservação ambiental e é voltado para crianças de dez a quatorze anos de escolas municipais que, através de convênio, participam de aulas de instrução prática e teórica de preservação do meio ambiente e ações de civismo.